# Пузырчатковые
Пузырча́тковые (лат. Lentibulariáceae) — семейство двудольных растений порядка Ясноткоцветные, по современной классификации APG IV на декабрь 2023 года включающее в себя 425 видов из трех родов. Представители семейства распространены по всему земному шару. Все виды семейства — плотоядные растения.

## Ботаническое описание

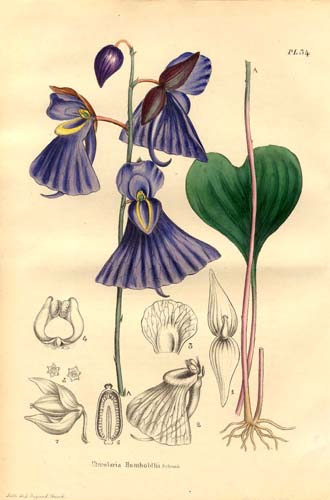
Пузырчатковые — Utricularia humboldtii

Пузырчатковые — многолетние и однолетние наземные, реже эпифитные травы с очерёдными или собранными в розетки листьями, растущие в воде, на болотах, во влажных местах.
Цветки зигоморфные, двуполые, одиночные или собранные в кистевидные или колосовидные соцветия.
Плод — одногнёздная коробочка шаровидной или яйцевидной формы. Семена мелкие с плохо развитым эндоспермом.

## Классификация

### Таксономическое положение
- Lentibulariaceae Rich., 1808, Fl. Paris (ed. fol.) 1: 23

Семейство Пузырчатковые включается в порядок Ясноткоцветные (Lamiales), который относится к кладе Ламииды, последовательно входящей в более крупные клады Астериды -> Суперастериды -> Эвдикоты -> Цветковые растения. Таксономическая схема в соответствии с Системой APG IV по состоянию на декабрь 2023 года:
|  |                          |  |                                   |                        |                         |  | еще 23 семейства |        |  |           |
|  |                          |  |                                   |                        |                         |  |                  |        |  |           |
|  |                          |  |                                   | порядок Ясноткоцветные |                         |  |                  |        |  |           |
|  |                          |  |                                   |                        |                         |  |                  |        |  | 425 видов |
|  | клада Цветковые растения |  |                                   |                        | семейство Пузырчатковые |  |                  | 3 рода |  |           |
|  | клада Цветковые растения |  |                                   |                        |                         |  |                  | 3 рода |  |           |
|  |                          |  | ещё 63 порядка цветковых растений |                        |                         |  |                  |        |  |           |
|  |                          |  |                                   |                        |                         |  |                  |        |  |           |

### Роды
- Genlisea A.St.-Hil. — Генлисея
- Pinguicula L. — Жирянка
- Utricularia L. — Пузырчатка